# Московский городской народный университет имени А. Л. Шанявского
Московский городской народный университет имени А. Л. Шанявского — один из первых в имперской России частный университет, негосударственное высшее учебное заведение Российской империи, располагавшееся в Москве.
Здание университета, построенное в 1912 году, входило в ансамбль культурного центра Миусской площади. Сейчас в этом здании находится Российский государственный гуманитарный университет.

## История создания

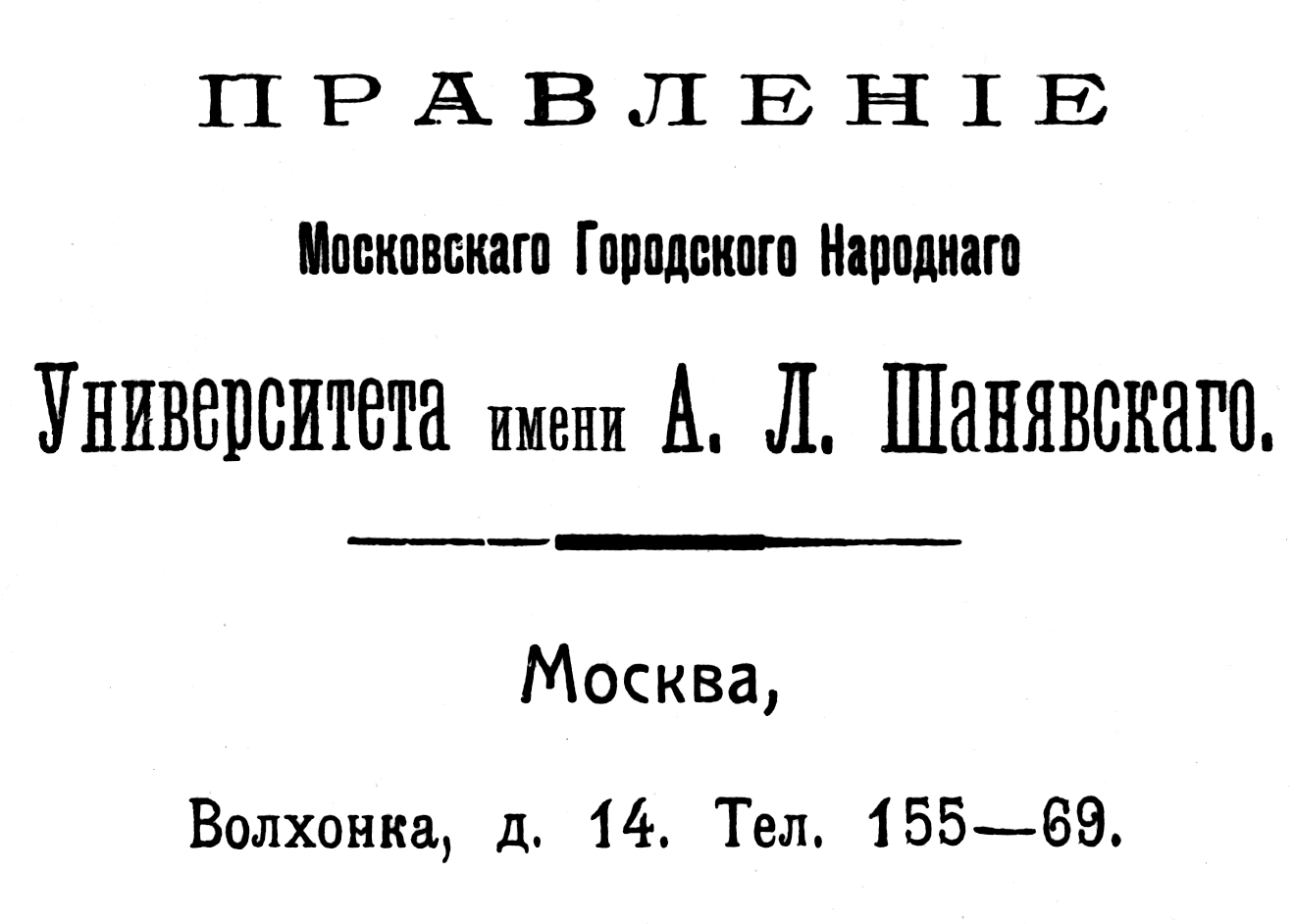
Бланк университета им. Шанявского

Альфонс Леонович Шанявский (1837—1905) — генерал русской армии, колонизатор Дальнего Востока, впоследствии — сибирский золотопромышленник, завещал всё своё состояние на создание университета, открытого для всех, независимо от пола, вероисповедания и политической благонадёжности. «Главной его мечтой всегда было все свои средства оставить на такое высшее учреждение, где могли бы свободно, без требования аттестатов зрелости и пр. учиться и мужчины и женщины, и русские и нерусские, одним словом, все, кто учиться желает» (Лидия Алексеевна Шанявская).

Летом 1905 года, тяжело больной Альфонс Шанявский поручает устройство народного университета Михаилу Сабашникову и Владимиру Роту. 
В августе приехал в Москву М. М. Ковалевский. После всестороннего обсуждения с ним предложений Альфонса Леоновича Лидия Алексеевна просила меня устроить совещание из руководящих гласных Московской городской думы и некоторых общественных деятелей, с тем чтобы затем уже обратиться в Московскую городскую думу с официальным заявлением о пожертвовании на устройство университета. Это совещание состоялось у меня на квартире в доме Ленгольда по Гагаринскому переулку. В нём приняли участие гласные Думы: В. К. Рот, С. А. Муромцев, Н. М. Перепёлкин, Н. И. Гучков, Н. Н. Щепкин, и М. Я. Герценштейн, а из прочих общественных деятелей — М. М. Ковалевский, кн. С. Н. Трубецкой, В. Е. Якушкин, Н. В. Сперанский и я. Лидия Алексеевна приехала заблаговременно. /…/ Городской голова кн. Владимир Михайлович Голицын не был на совещании, но В. К. Рот переговорил с ним по просьбе Лидии Алексеевны отдельно и заручился полным его сочувствием делу вольного университета /…/ Университет в заявлении назван «народным» по тактическим соображениям, так как боялись словом «вольный» затруднить его разрешение /…/ 25.Х.05 городская дума по докладу комиссии принимает пожертвование и благодарит жертвователя. 26.Х.05 Альфонс Леонович составляет духовное завещание, которым всё своё имущество завещает в пожизненное пользование Лидии Алексеевне, после смерти которой оно имеет поступить на усиление средств университета. 3.XI.05 градоначальник извещает о неимении препятствий к принятию городом пожертвования. 5.XI.05 Альфонс Леонович выдаёт Лидии Алексеевне доверенность на заключение от его имени дарственной в пользу Думы на жертвуемый им городу дом. 7.XI.05 эта дарственная совершается утром приглашённым на квартиру нотариусом, а вечером Альфонса Леоновича не стало: он скончался от кровоизлияния из больной груди.
Альфонс Шанявский умер 7 ноября 1905 года, успев подписать дарственную Университету на собственный дом (ул. Арбат, 4). В образованный после его смерти Попечительный совет университета вошли: Л. А. Шанявская, В. К. Рот, С. В. Сабашников, М. М. Ковалевский, С. А. Муромцев, К. А. Тимирязев, А. Н. Шереметевская, А. Н. Реформатский, Н. В. Сперанский, М. В. Сабашников, В. А. Морозова, Е. А. Уварова, А. С. Алексеев, А. А. Мануйлов, кн. В. М. Голицын, кн. Е. Н. Трубецкой, А. С. Вишняков, Н. М. Перепёлкин, С. А. Фёдоров, Н. М. Кулагин.
После трёх лет борьбы с чиновниками, в 1908 году университет открылся в этом доме стараниями его вдовы Лидии Алексеевны. Всего Л. А. Шанявская пожертвовала 689466 рублей (из них 615 тысяч на постройку самого здания университета). «Денежная сторона отходит совершенно на задний план сравнительно с энергией, затраченной Лидией Алексеевной… если бы не её моральный авторитет, проект университета в июне 1908 г. был бы похоронен ретроградно настроенным Государственным Советом» (письмо Правления Университета во ВЦИК 27 апреля 1920 года).
Университет был открыт для всех желающих; для поступления туда не требовалось никаких аттестатов и документов, кроме удостоверения личности, основная и единственная его цель — получение знаний. Правда, университет и не выдавал документов своим выпускникам о том, что они прослушали курс.

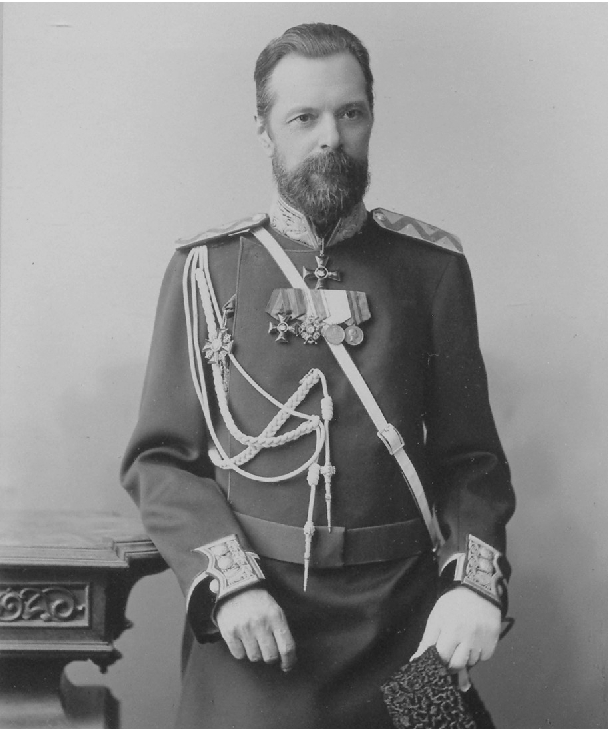
Альфонс Леонович Шанявский (1837—1905)

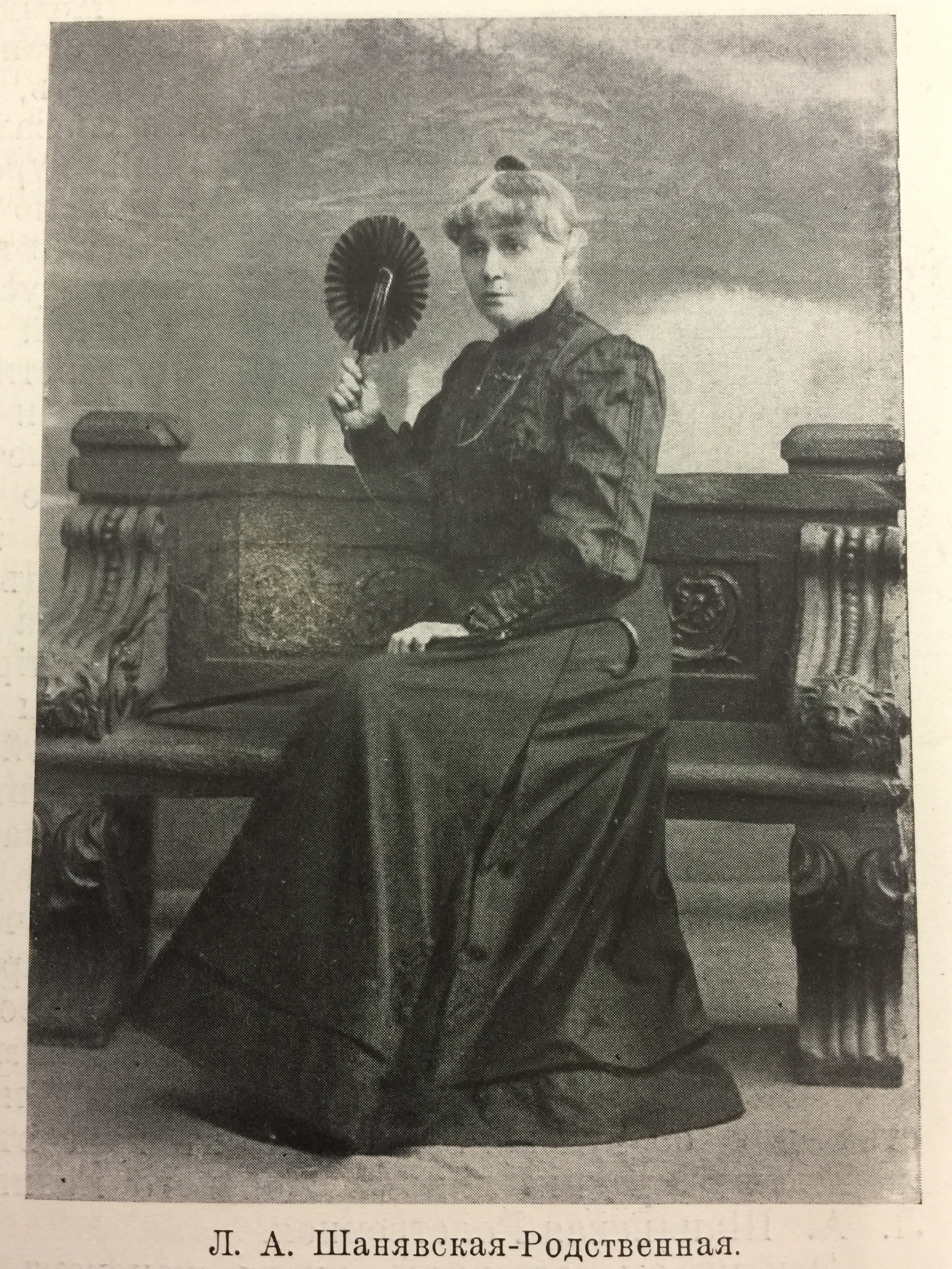
Лидия Алексеевна Шанявская-Родственная, 1911 год

1911 год стал этапным в жизни Московского городского народного университета имени А. Л. Шанявского. В связи с разразившимся конфликтом между профессурой Императорского Московского университета и министром народного просвещения Л. А. Кассо Императорский университет покинула большая группа преподавателей, многие из которых впоследствии приступили к работе в Городском народном университете.
Первые годы Университет функционировал в доме Шанявских на Арбате, 4 (по другим источникам — на Волхонке, 14); в первом наборе было 400 слушателей. В 1912 году университет Шанявского переехал на Миусскую площадь. Университет имел два отделения: научно-популярное и академическое. На научно-популярном учились лица, не получившие среднего образования, а курс обучения занимал четыре года; на академическом отделении слушатели по собственному выбору проходили тот или иной полный университетский курс по циклам естественных и общественно-философских дисциплин, а курс обучения составлял три года. Также при университете работали курсы элементарных знаний для слабо подготовленных слушателей. На них готовили специалистов по местному самоуправлению, кооперативному, библиотечному, холодильному делу и т. п. Плата за посещение лекций — 45 рублей в год (сокращённый вариант — 30 рублей) — была достаточно доступна для широких слоёв населения. «Поступил в Университет Шанявского на историко-философский отдел. Но со средствами приходится скандалить» — Сергей Есенин, письмо А. Г. Панфилову от 22 сентября 1913 года. Учащиеся сами решали, какие лекции они хотели бы прослушать — не было обязательных дисциплин, и каждый студент самостоятельно определял, чему он хотел учиться.
Университет управлялся Советом попечителей, из которых половина утверждалась Городской думой, а другая половина избиралась самим Советом. В его составе было и шесть женщин (включая вдову генерала, Л. А. Шанявскую). Отдельно существовал академический (учёный) совет, ответственный за учебные программы.

## Здание на Миусской площади

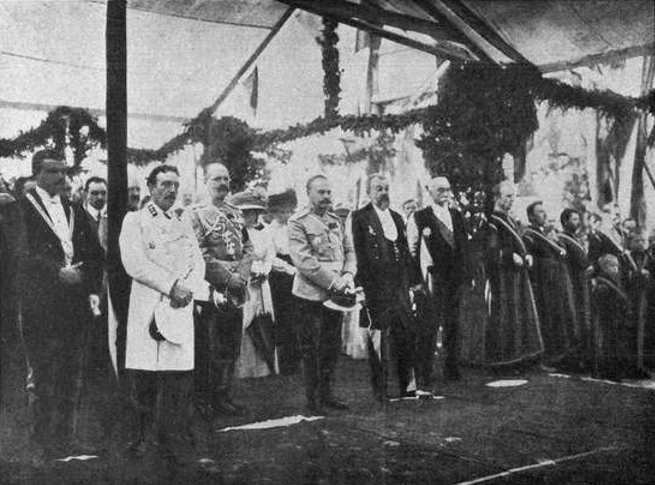
Молебен перед закладкой университета. В первом ряду второй слева — Н. И. Гучков, затем В. Ф. Джунковский, А. А. Адрианов, А. А. Тихомиров и председатель совета университета Н. В. Давыдов. 24 июля 1911 года.

Вскоре город выделил для растущего университета участок земли на Миусской площади. Там, на далёкой малолюдной окраине, на месте бывших лесных складов, возник новый культурный центр города. В 1898 году началось строительство реального училища имени Александра II, за ним последовали начальные училища (1900), ремесленное училище имени П. Г. Шелапутина (1903), Абрикосовский родильный дом (1909).
В 1909 году для вестибюля нового здания университета скульптору С. М. Волнухину был заказан бюст Альфонса Шанявского: «Мне думалось, что в Университете надо поставить двойной бюст или высоковыпуклый горельеф обоих супругов Шанявских, соединённых в одной общей композиции, как во многих римских надгробиях, иногда очень выразительных и значительных. Но уговорить Лидию Алексеевну не представлялось возможным. Заказ был дан Волнухину по её желанию, так как ей очень нравился его Иван Фёдоров у Китайской стены».
Весной 1910 г. Л. А. Шанявская пожертвовала на строительство 225 тысяч рублей, всего на постройку было отпущено 500 тысяч. Благотворительница В. А. Морозова пожертвовала на постройку здания 50 тысяч рублей. Строительную комиссию, избранную Попечительным советом, возглавлял М. В. Сабашников.
В жюри конкурса архитектурных проектов вошли, кроме членов Совета, Ф. О. Шехтель, Л. Н. Бенуа, C. У. Соловьёв и другие первоклассные архитекторы. Из двадцати проектов пять были премированы, однако Совет счёл, что ни один из них не отвечает планам развития; Л. А. Шанявская лично выступила «против всех». В январе 1911 года А. А. Эйхенвальд предложил свой проект, который и был принят за основу. Чертежи фасада и художественной отделки выполнил И. А. Иванов-Шиц (который в большинстве источников называется единоличным автором), проект перекрытий консультировал В. Г. Шухов, а руководил постройкой — А. Н. Соколов.

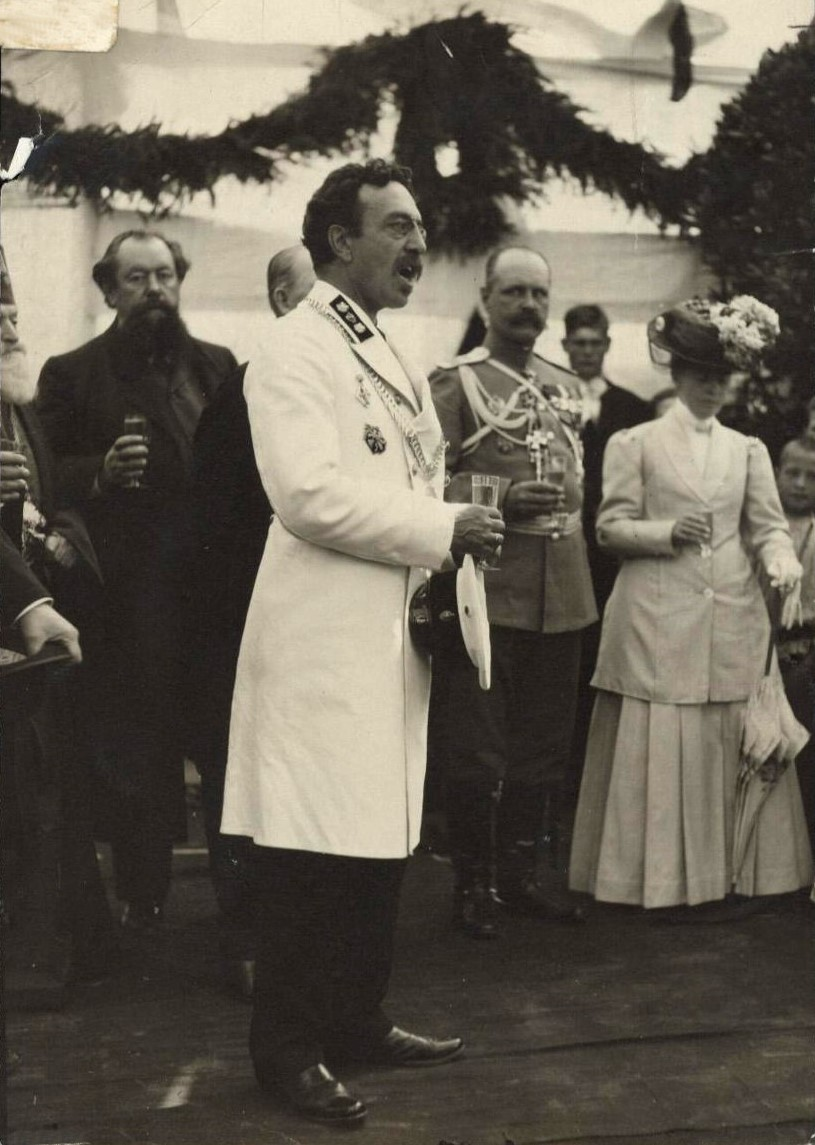
Городской голова Николай Иванович Гучков произносит речь перед закладкой на Миусской площади народного университета имени А. Л. Шанявского, 24 июля 1911 года

Торжественная церемония закладки будущего университета состоялась 24 июля 1911 года: «В воскресенье, 24 июля, на Миусской площади состоялась торжественная закладка здания Городского народного университета им. А.Л. Шанявского. К 11 час. утра к месту закладки в красиво убранный флагами и цветами шатёр прибыли: московский губернатор Свиты Его Величества генерал-майор В. Ф. Джунковский, московский градоначальник генерал-майор А. А. Адрианов, городской голова Н. И. Гучков, попечитель Московского учебного округа А. А. Тихомиров, ректор университета Н. В. Давыдов».

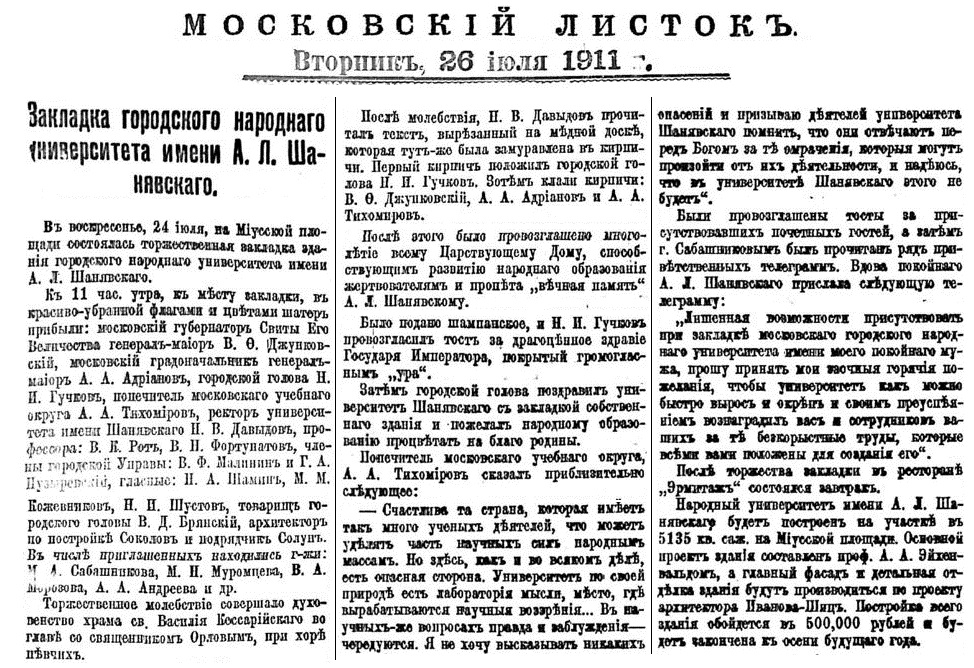
Заметка о закладке Университета им. Шанявского. "Московский листок" от 26 июля 1911 г.

К зиме 1911/1912 года была окончена коробка здания, а 2 октября 1912 года в здании начались занятия; к этому времени слушателей было более 3500 человек. Всего в здании было 23 учебных класса, из них три — амфитеатры на 600, 200 и 200 человек. Шуховский остеклённый колпак над большим амфитеатром был оборудован управляемой электричеством шторой, которая за несколько минут превращала светлую аудиторию в кинозал. Большой амфитеатр в то время носил название «филармоническая аудитория» — в ней часто проходили открытые концерты университетского хора учащихся и преподавателей, а также лучших московских музыкантов. Проект здания был удостоен на проведённом в 1914 году Городской управой конкурсе лучших построек II премии и серебряной медали.
Позже на Миусской площади обосновался также и Московский археологический институт (1915), в том же году был освящён первый придел строящегося собора св. Александра Невского (архитектор А. Н. Померанцев). Известие о передаче земельного участка на Миусской площади Московскому археологическому институту впервые появилось в печати 22 февраля 1911 года: «Дума поручила Управе отвести в безвозмездное пользование Московскому археологическому институту земельный участок на Миусской площади под постройку собственного здания института и Археологического музея им. И. Е. Забелина. Здание должно быть выстроено в течение шести лет со времени отвода земли». В одном из выпусков газеты «Голос Москвы» от 25 мая 1913 года Московский археологический институт уже носит имя Николая II, что связано с торжествами по случаю 300-летия Дома Романовых: «24 мая. Приездом императорской семьи ознаменовалось открытие юбилейных торжеств в Москве в память 300-летия правления Дома Романовых. /.../ На Миусской площади в тот же день утром было заложено здание Московского археологического института им. императора Николая II». Торжественное освящение здания археологического института состоялось 31 декабря 1914 года.

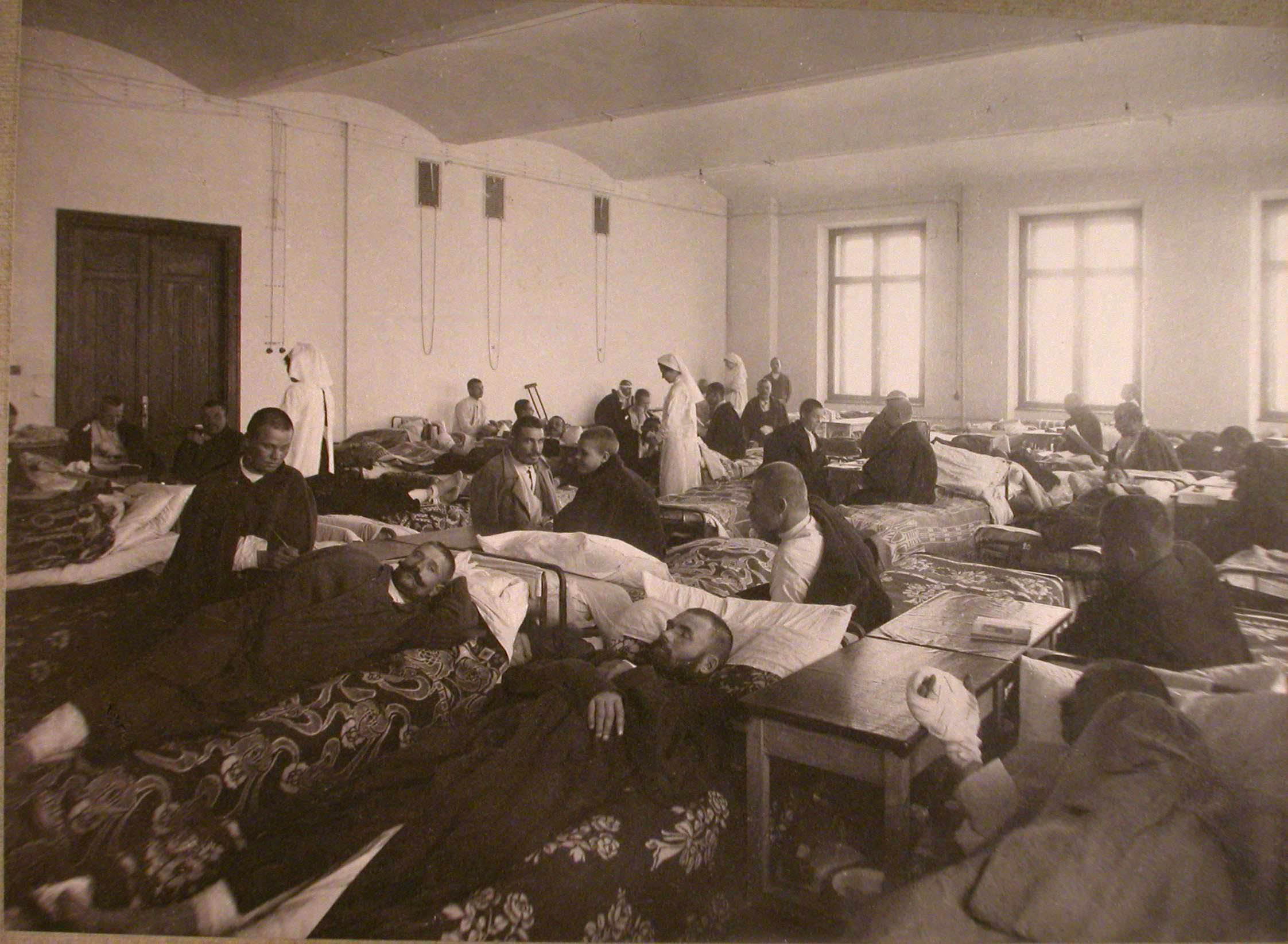
Раненые в палате лазарета, открытого при университете имени А. Л. Шанявского, 1914 год

В начале октября 1914 года в здании университета им. А. Л. Шанявского был открыт лазарет на 100 раненых.
26 января 1917 года вдова А. Л. Шанявского внесла облигациями военного займа 10 000 руб. на расширение здания университета и устройство в нём зала имени бывшего министра народного просвещения П. Н. Игнатьева. 8 октября 1917 года в университет от лица, пожелавшего остаться неизвестным, поступило пожертвование в 10 000 руб. на педагогические курсы им. М. Л. и Т. Л. Королёвых. 23 октября 1917 года И. И. Вавилов пожертвовал Городскому народному университету им. А. Л. Шанявского 25 000 руб. Займом Свободы в неприкосновенный капитал, чтобы проценты с него шли на содержание научно-популярного отделения университета.
С 25 по 28 марта 1917 года в помещении университета им. А. Л. Шанявского проходил Всероссийский кооперативный съезд, избравший первый в истории российской кооперации совет Всероссийских кооперативных съездов (СВКС) в составе 32 человек.
6 ноября 1917 года в здании Народного университета им. А. Л. Шанявского в течение нескольких часов заседали гласные Московской городской думы, не допущенные комиссарами ВРК в главное здание на площади Революции: «Около часа дня, когда гласные направились к зданию Думы, чтобы провести чрезвычайное заседание, они были встречены комиссарами ВРК, не допустившими их в здание. Тогда городские гласные пешком отправились на Миусскую площадь, в помещение Народного университета им. А.Л. Шанявского, где Дума заседала в течение нескольких часов. В результате были приняты резолюции, выражающие протест против насильственного захвата власти большевиками и призывающие всех городских служащих приступить к занятиям, подчиняясь исключительно распоряжениям городского управления. Совет комиссаров, назначенный ВРК для заведования городским хозяйством, потребовал, чтобы все городские служащие приступили к занятиям».

## Профессура

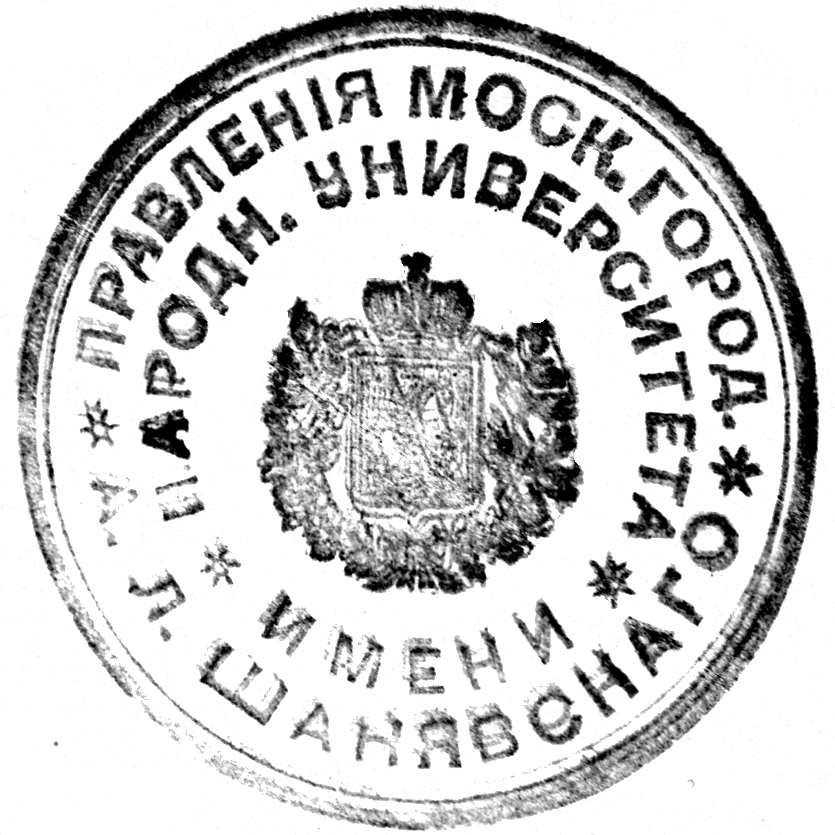
Печать 1911 года

Среди ведущих профессоров университета и преподавателей:
- Богословский, Михаил Михайлович
- Брюсов, Валерий Яковлевич
- Вернадский, Владимир Иванович
- Винавер, Александр Маркович
- Волгин, Вячеслав Петрович
- Вульф, Георгий Викторович
- Готье, Юрий Владимирович
- Кизеветтер, Александр Александрович
- Кокошкин, Фёдор Фёдорович
- Кольцов, Николай Константинович
- Лазарев, Пётр Петрович
- Лебедев, Пётр Николаевич
- Муромцев, Сергей Андреевич
- Синицын, Дмитрий Фёдорович
- Тимирязев, Климент Аркадьевич
- Ферсман, Александр Евгеньевич
- Фортунатов, Филипп Фёдорович
- Хавкина, Любовь Борисовна
- Чаплыгин, Сергей Алексеевич
- Чаянов, Александр Васильевич
- Шпет, Густав Густавович
- Эйхенвальд, Александр Александрович

Как отмечается в БРЭ, «лучшие традиции преподавания политической экономии и с.-х. экономии в России были соединены в Университете им. А. Л. Шанявского, ставшем „мозговым центром“ рос. кооперации».

## Выпускники и слушатели
Известные выпускники (слушатели):
- Брыкин, Николай Александрович
- Вишняк, Роман Соломонович
- Выготский, Лев Семёнович
- Грузинский, Александр Павлович
- Даньшин, Борис Митрофанович

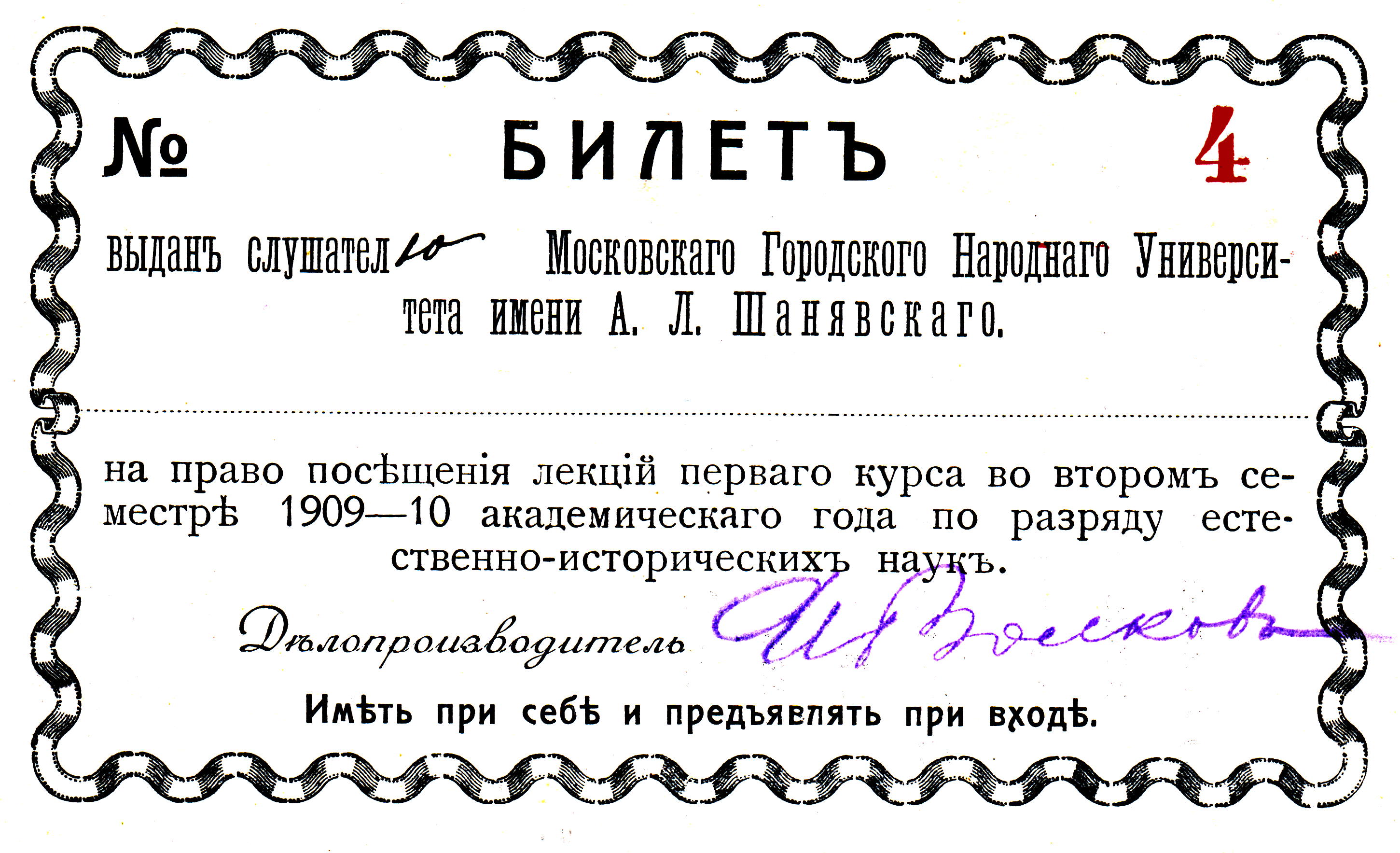
Студенческий билет, 1909

- Есенин, Сергей Александрович (слушал лекции полтора года)
- Клычков, Сергей Антонович
- Клюев, Николай Алексеевич
- Кропивницкий, Евгений Леонидович
- Линдберг, Георгий Устинович
- Нагорный, Николай Никифорович, генерал-полковник
- Санников, Григорий Александрович
- Тимофеев-Ресовский, Николай Владимирович
- Чаренц, Егише
- Цветаева, Анастасия Ивановна
- Шумский, Александр Яковлевич
- Янка Купала

## Реорганизация университета

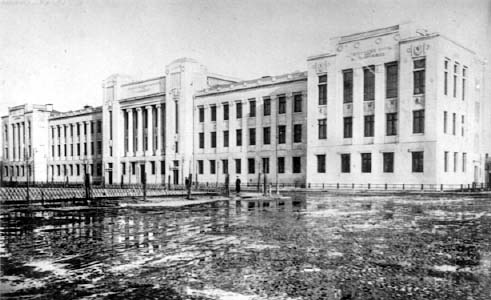
Городской народный Университет имени А. Л. Шанявского на Миусской площади, 1912 год

Последним главой Попечительного совета был один из его учредителей, Павел Александрович Садырин. В 1918 году университет был национализирован, управление перешло от попечительного совета к структурам Наркомпроса: «26 июля. Городской народный университет им. А. Л. Шанявского передан в ведение Отдела народного образования при Моссовете. Возглавлять университет будет Особая попечительная комиссия». 
Вольный университет мог, разумеется, существовать лишь при режиме относительной свободы в стране и хотя бы минимальной независимости населения в материальном отношении. Таковы были условия думского периода, т. е. периода Государственных Дум и Государственных Советов. И Университет Шанявского является одним из характернейших явлений этого короткого этапа нашей истории. В этой связи история его деятельности привлечёт, может быть, особое внимание будущего историка, исследующего как судьбы нашего просвещения, так и развитие нашей общественности. Будем надеяться, что сохранится архив Университета.

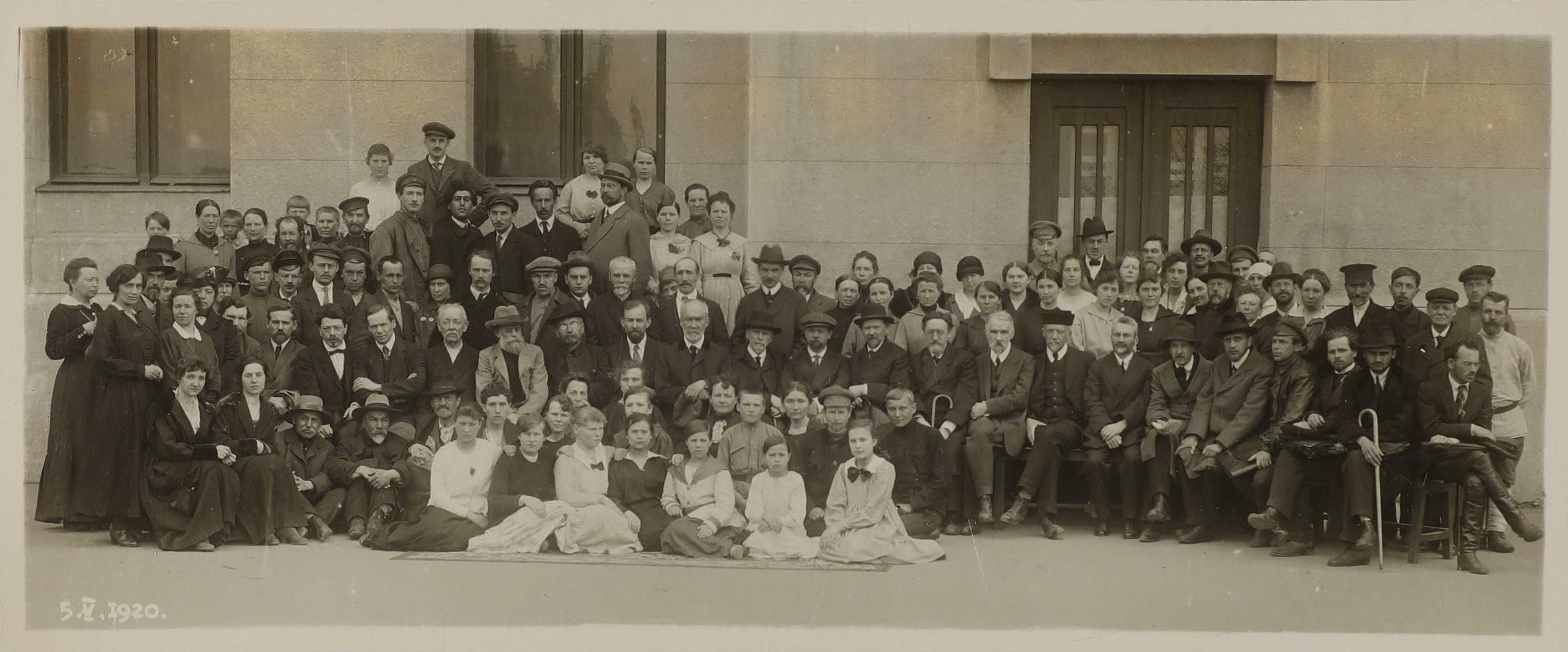
1920 г. Административный и педагогический персонал Народного Университета имени А.Л. Шанявского.

В 1919—1920 г. бывшее академическое отделение университета было объединено с факультетами МГУ, а научно-популяризаторское отделение вошло в состав Коммунистического университета имени Я. М. Свердлова, который и занял здание на Миусской; затем там располагался его преемник — Высшая партийная школа при ЦК КПСС. В настоящее время здание занимает Российский государственный гуманитарный университет. Биологическая коллекция университета в 1922 году была передана вновь учреждённому Биологическому музею имени К. А. Тимирязева.